# Mamu Kanjan
Mamu Kanjan ou Mamukanjan (en ourdou : ماموں کانجن), anciennement appelée Sandianwala, est une ville pakistanaise située dans le district de Faisalabad, dans la province du Pendjab. La ville a été renommée en l'honneur du saint Mamu Kanjan et abrite son mausolée.
La population de la ville a augmenté d'un tiers entre 1998 et 2017 selon les recensements officiels, passant de 27 846 habitants à 37 018, soit une croissance annuelle moyenne de 1,5 %, inférieure à la moyenne nationale de 2,4 %. Selon le recensement de 2023, la population de la ville monte à 40 249 habitants.
|            | 1998 (rec.) | 2017 (rec.) | 2023 (rec.) |
| ---------- | ----------- | ----------- | ----------- |
| Population | 27 846      | 37 018      | 40 249      |